# Sala da concerto di Atene
La Sala da concerto di Atene (in greco: Μέγαρον Μουσικής Αθηνών, Mégaron Mousikis Athinon) è una sala da concerto situata presso il viale Vasilissis Sofias ad Atene in Grecia.

## Descrizione
L'edificio, composto da due sale, è stato inaugurato nel 1991. Da allora è stato ampliato con l'aggiunta di altre due sale per totale di quattro: due grandi e due più piccoli.
Il progetto del pavimento di 8 000 metri quadrati è stato eseguito da Christopher Alexander.